# NGC 7046
NGC 7046 est une galaxie spirale barrée située dans la constellation du Petit Cheval. Sa vitesse par rapport au fond diffus cosmologique est de 3 843 ± 23 km/s, ce qui correspond à une distance de Hubble de 56,7 ± 4,0 Mpc (∼185 millions d'al). NGC 7046 a été découverte par l'astronome germano-britannique William Herschel en 1790.
La classe de luminosité de NGC 7046 est III-IV et elle présente une large raie HI. De plus, elle est une galaxie LINER, c'est-à-dire une galaxie dont le noyau présente un spectre d'émission caractérisé par de larges raies d'atomes faiblement ionisés.
En raison d'une brillance de surface égale à 14,16 mag/am2, on peut qualifier NGC 7046 de galaxie à faible brillance de surface (LSB en anglais pour low surface brightness). Les galaxies LSB sont des galaxies diffuses (D) avec une brillance de surface inférieure de moins d'une magnitude à celle du ciel nocturne ambiant.
À ce jour, six mesures non basées sur le décalage vers le rouge (redshift) donnent une distance de 51,517 ± 8,227 Mpc (∼168 millions d'al), ce qui est à l'intérieur des valeurs de la distance de Hubble.